# Cumbiana II
Cumbiana II es el decimoséptimo álbum de estudio del cantante colombiano Carlos Vives.
El álbum se caracteriza por una fusión de ritmos entre el pop y el reguetón, fusionados con ritmos folclóricos de Colombia y fusión latinoamericana, tal y como fue su anterior álbum Cumbiana. Asimismo, el álbum se estrenó el 13 de mayo de 2022, después de su sencillo «El Teke Teke» junto a la banda estadounidense Black Eyed Peas y el dúo latinoamericano Play-N-Skillz.
Se desprenden del mismo, algunos sencillos como: «Canción bonita», «Besos en cualquier horario» y «Baloncito viejo» entre otros. Mientras que el sencillo «Currambera» fue una dedicatoria para la cantante (también colombiana) Shakira, el sencillo «Buscando el caballo» va en memoria de Johnny Ventura, quien falleció en 2021.
En este álbum, están incluidas las participaciones de Ricky Martin, Fito Páez, Mau & Ricky y Camilo entre otros.

## Lista de canciones
| N.º   | Título                                                                                | Duración |  |
| 1.    | «Solo»                                                                                | 2:56     |  |
| 2.    | «Cinerama»                                                                            | 2:51     |  |
| 3.    | «Baloncito viejo» (con Camilo)                                                        | 2:50     |  |
| 4.    | «Montaña solitaria» (con ChocQuibTown)                                                | 3:13     |  |
| 5.    | «Currambera (Homenaje a Shakira)»                                                     | 3:57     |  |
| 6.    | «Canción bonita» (con Ricky Martin)                                                   | 2:49     |  |
| 7.    | «Babel» (con Fito Páez)                                                               | 4:18     |  |
| 8.    | «Pagamento» (con Pedro Capó)                                                          | 3:13     |  |
| 9.    | «Besos en cualquier horario» (con Mau & Ricky y Lucy Vives)                           | 3:00     |  |
| 10.   | «Mi guitarra enamorada» (con Dread Mar-I)                                             | 3:53     |  |
| 11.   | «En la selva» (con Katie James)                                                       | 3:57     |  |
| 12.   | «Buscando al caballo (Homenaje a Johnny Ventura)» (con Milly Quezada y Jandy Ventura) | 2:54     |  |
| 13.   | «El Teke Teke» (con Black Eyed Peas y Play-N-Skillz)                                  | 2:57     |  |
| 14.   | «Patria» (con Cholo Valderrama y Clemente Mérida)                                     | 4:42     |  |
| 47:37 |                                                                                       |          |  |